# Dorotejska cesta
Dorotejska cesta sagrađena je kao pristupna cesta za lazaretsku luku u Martinšćici.

## Povijest
Nazvana je po Mariji Doroteji od Würtenberga, supruzi austrijskog nadvojvode i ugarskog palatina Josipa, a puštena je u promet 2. lipnja 1833. zajedno s kompleksom novoga lazareta u Martinšćici.
Na Piramidi se Dorotejska cesta odvajala od Karoline, a kao spomen na to ondje je podignuta piramida s natpisom na slavu cara Franje I., nadvojvode Josipa te guvernera Ferencza Ürmenyja. Na njoj su bila dva posvetna natpisa koji spominju gradnju ceste.